# John B. Kelly Jr.
John Brendan "Jack" Kelly Jr. (24 de mayo de 1927 - 2 de marzo de 1985), también conocido como Kell Kelly, fue un atleta estadounidense, destacado remero cuatro veces olímpico y ganador de una medalla olímpica. También era hijo del triple ganador de la medalla de oro olímpica John B. Kelly Sr., y el hermano mayor de la actriz y princesa de Mónaco, Grace Kelly. En 1947, Kelly recibió el premio James E. Sullivan como el mejor atleta aficionado de los Estados Unidos.

## Primeros años y familia

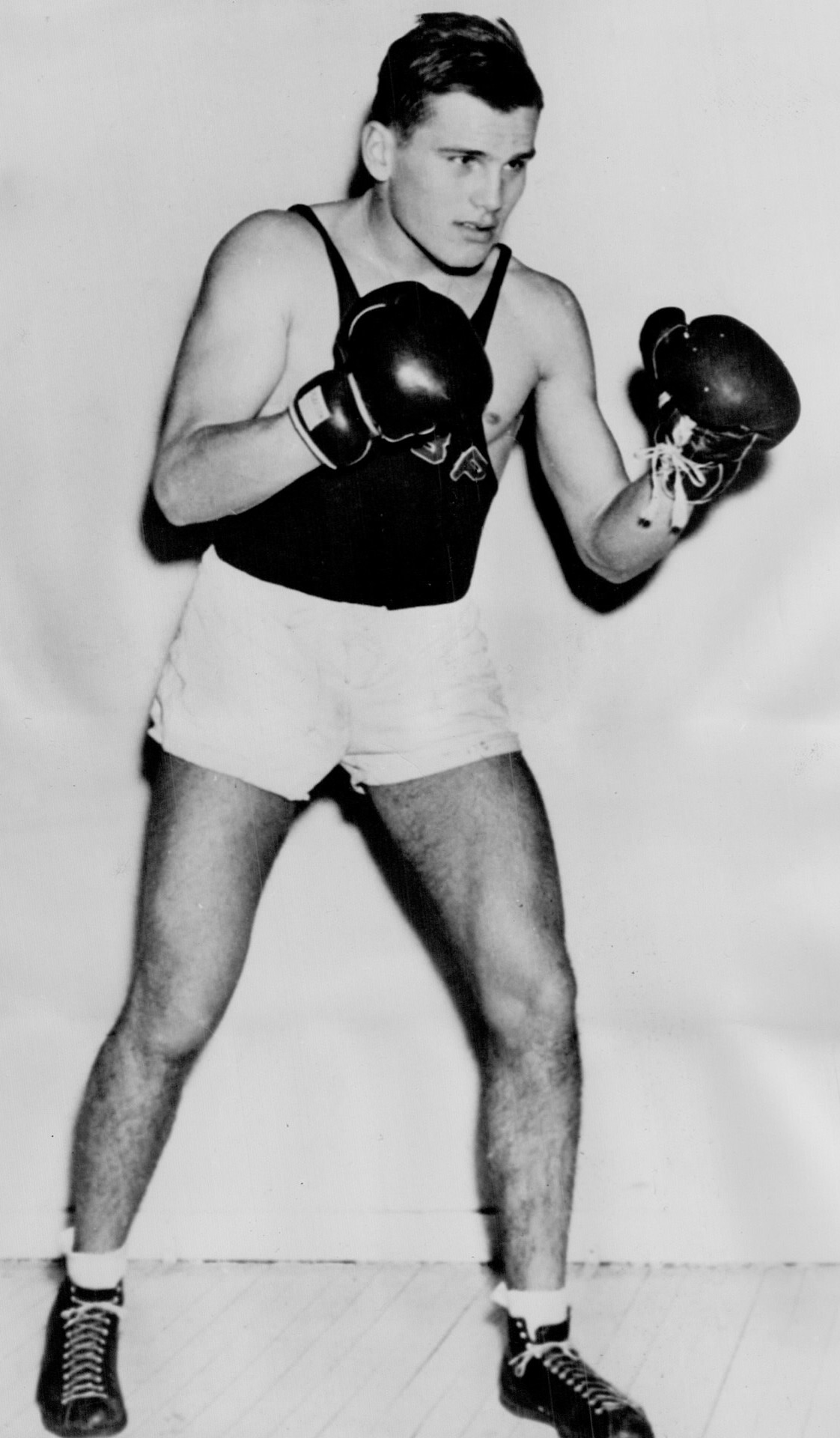
Kelly en 1945

Kelly nació en Filadelfia, Pensilvania. Fue el segundo hijo y el único hijo varón de John Kelly Sr. y su esposa, Margaret Katherine Majer. Sus abuelos paternos eran inmigrantes irlandeses, y su abuelo era originario del condado de Mayo, Irlanda. John Sr. era hijo de un granjero; comenzó su propio negocio de albañilería, "Kelly for Brickwork", y se convirtió en multimillonario. Los padres de Margaret eran alemanes que emigraron a Estados Unidos. Antes de su matrimonio, era modelo y nadadora de competición. Se convirtió del protestantismo al catolicismo romano para casarse con Jack Kelly. : 6  El tío de Kelly, George Kelly, fue un dramaturgo ganador del premio Pulitzer.
Kelly tenía una hermana mayor, Margaret (nacida en septiembre de 1925 y apodada "Peggy") y dos hermanas menores, Grace (nacida en noviembre de 1929) y Elizabeth Anne (nacida en junio de 1933 y apodada "Lizanne"). Grace, la hermana menor de Kelly, se convertiría en una actriz de cine ganadora de un Oscar y se casó con Rainiero III, príncipe de Mónaco en 1956. El sobrino de Kelly accedería al trono del principado con el nombre de Alberto II. Los cuatro hermanos Kelly se criaron en una casa de 17 habitaciones situada en Henry Avenue, en East Falls, Filadelfia.
Kelly sirvió en la Marina de los Estados Unidos durante la Segunda Guerra Mundial. Estuvo destinado en Bainbridge, Maryland. Se graduó por la Universidad de Pensilvania en 1950 y remó para el equipo universitario.

## Deportes y remo

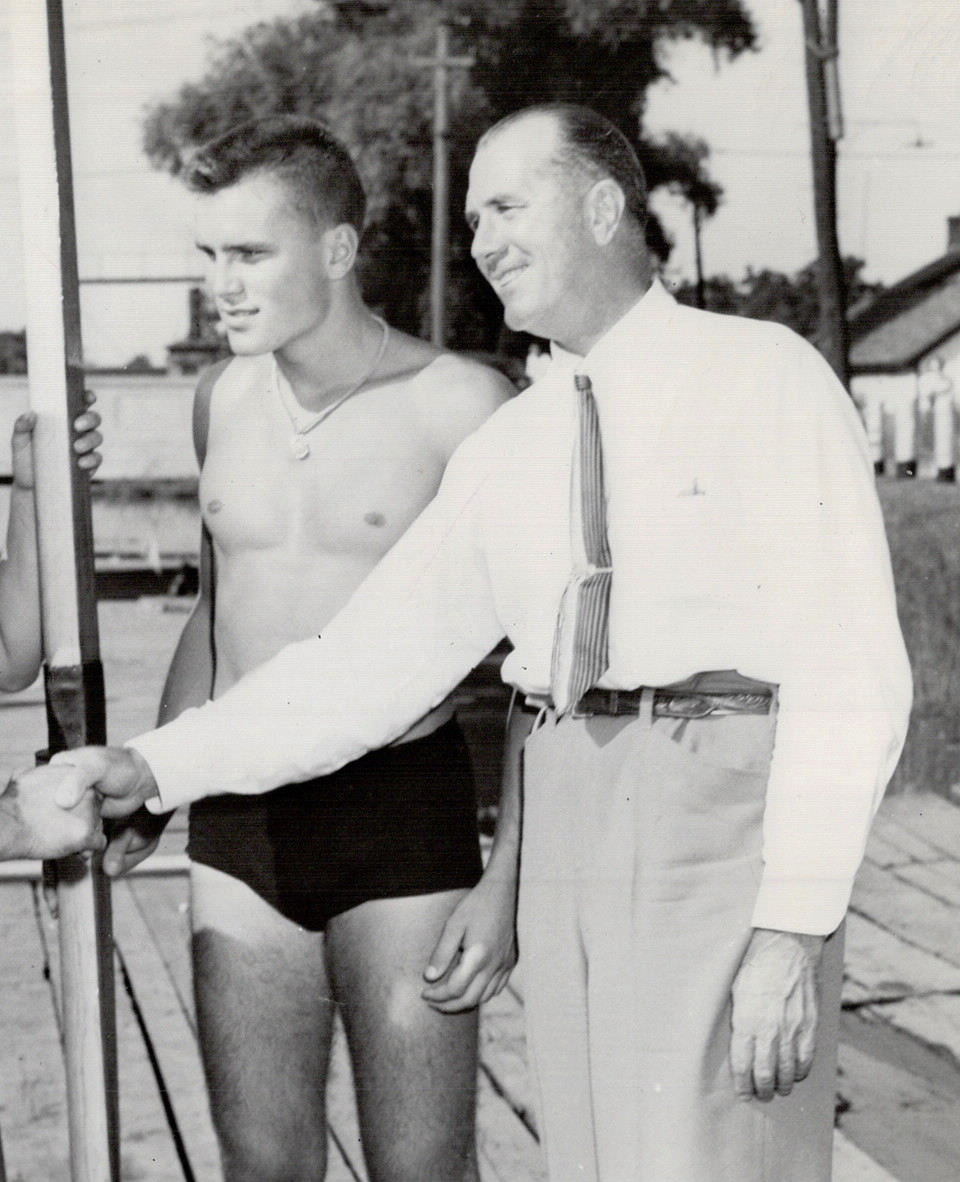
Kelly con su padre en 1945

Kelly representó como remero a los Estados Unidos en los Juegos Olímpicos de Verano de 1948 en Londres, en los de 1952 en Helsinki, y en los de 1956 en Melbourne, en la modalidad de scull individual. Representó a su país en el scull doble (2x) en los Juegos de Roma de 1960, ganando una medalla de bronce en los Juegos de 1956. También ganó medallas de oro en los Juegos Panamericanos de 1955 y de 1959; y en los Campeonatos de Europa de 1949.

### Kelly en Henley
El padre de Kelly, John B. Kelly Sr., ganó dos medallas de oro en los Juegos Olímpicos de Verano de 1920, tanto en el scull individual (1x) como en el doble (2x). Repitió su victoria en el doble scull en los Juegos de París de 1924.
En 1920, a pesar de sus logros como remero, se rechazó su inscripción en el evento de remo más prestigioso del mundo, la Henley Royal Regatta. Según las actas del Comité de Gestión de la regata, Kelly resultó excluido por dos razones: primero, porque habiendo trabajado como albañil, no era elegible bajo las reglas de la regata debido a las condiciones de amateurismo (que excluían a cualquiera "... que sea o alguna vez haya sido ... por oficio o empleo por salario un mecánico, artesano o trabajador"); y segundo, porque era miembro del Vesper Boat Club, que fue vetado en 1906 después de que miembros de su tripulación de 1905 recaudaran dinero a través de una suscripción pública para pagar sus gastos de viaje. La exclusión de Kelly aparecería ampliamente reflejada en periódicos tanto del Reino Unido como de los Estados Unidos, y muchos la vieron como un intento de evitar que un estadounidense ganara el prestigioso evento Diamond Challenge Sculls, aunque un estadounidense, Edward Ten Eyck, ya había ganado previamente la prueba en 1897.
En 1947, Kelly Jr. ganó el Diamond Challenge Sculls (scull individual) en Henley, el evento del que su padre había sido excluido. En reconocimiento a su logro, recibió el premio James E. Sullivan de 1947 como el mejor atleta amateur en los Estados Unidos. En 1949 repitió su hazaña y volvió a ganar el Diamond Challenge Sculls en Henley. En 1980, la hermana de Kelly, la princesa Grace de Mónaco, fue invitada a presentar los trofeos en la regata. En 2003, se presentó por primera vez la Princess Grace Challenge Cup, nombrada en su honor. En 2004, el hijo de Grace (y sobrino de Kelly), el príncipe Alberto de Mónaco, presentó los trofeos en la regata.

### Kelly en los Juegos Olímpicos

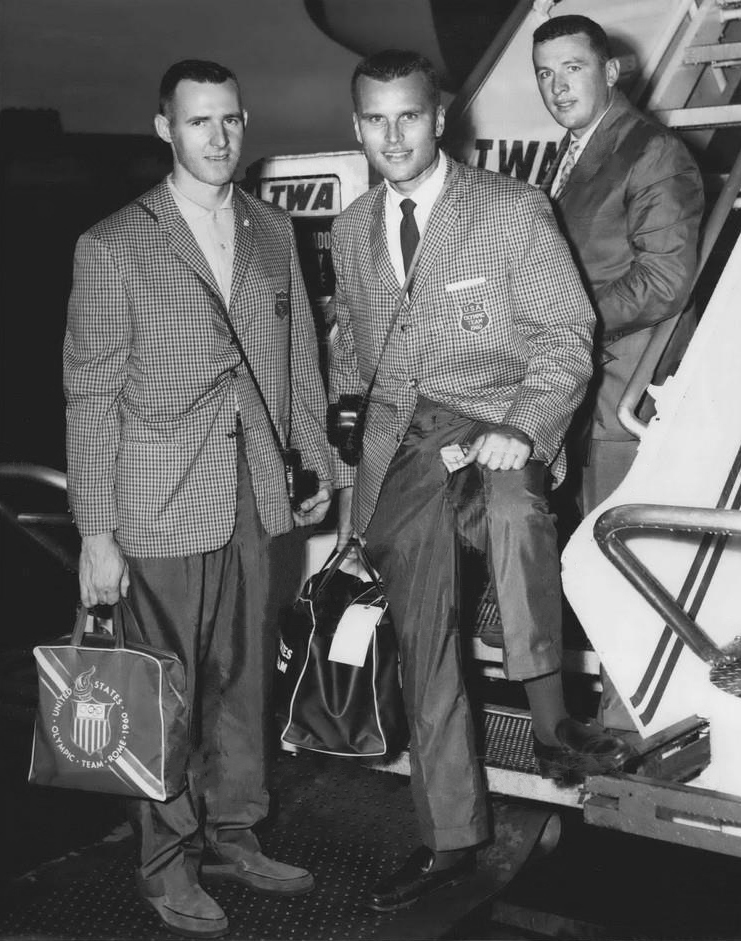
Kelly (centro) en 1960

En los Juegos Olímpicos de Verano de 1948 en Londres, Kelly compitió en el mismo canal de Henley donde había ganado la Diamond Challenge Sculls el año anterior. Ganó su serie de apertura, pero no llegó a la final después de terminar segundo en las semifinales ante el medallista de plata Eduardo Risso. Debido a las limitaciones del ancho del canal, el recorrido de Henley solo podía alojar una final con tres botes.
En los Juegos Olímpicos de Verano de 1952 en Helsinki, Kelly volvió a ganar su primera serie. En la semifinal, en la que se clasificaba un único remero, Kelly terminó segundo detrás del que resultaría ganador de la medalla de oro Yuri Tiukalov, quedando relegado a la repesca que también clasificaba un participante para la final. En la repesca, el principal competidor de Kelly fue Teodor Kocerka de Polonia (que luego ganaría la medalla de bronce), quien se impuso a Kelly en un final cerrado. 
En los Juegos Olímpicos de Verano de 1956 en Melbourne, Kelly ganó su medalla olímpica, un bronce. Fue derrotado por dos prodigios adolescentes, Viacheslav Ivanov de Rusia y Stuart MacKenzie de Australia, pero Kelly venció a Teodor Kocerka, dando la vuelta al resultado de cuatro años antes. Kelly le dio la medalla a su hermana Grace, quien se casó con el príncipe Rainiero a principios de ese año, como regalo de bodas. Más tarde bromearía diciendo que había esperado que hubiera sido de un color diferente.
En 1960, Kelly compitió en el doble scull en sus últimos Juegos Olímpicos en Roma. Su barco quedaría eliminado en la repesca.

### Carrera posterior en el deporte
En 1964, tras su retirada del remo, Kelly actuó como gerente del bote olímpico de 8 hombres de los Estados Unidos. Estaba compuesto por remeros del Vesper Boat Club, al que también pertenecía Kelly. Ese barco ganó una medalla de oro en los Juegos Olímpicos de Verano de 1964 en Tokio. En 1968, pasó a ser miembro del comité nacional de pentatlón moderno.
Kelly se convirtió en un apasionado defensor de los atletas, siendo elegido presidente de la Unión Atlética Amateur en 1970, cargo en el que provocó una controversia al argumentar que el código amateur había quedado obsoleto, lo que ayudó a liberar a los Juegos Olímpicos del falso amateurismo.
En 1974, encabezó un grupo de hombres de negocios de Filadelfia que se convirtieron en propietarios de Filadelfia Bell, una franquicia en la ahora desaparecida Liga Mundial de Fútbol. El nombre y las relaciones de Kelly contribuyeron a darle legitimidad a la franquicia y para negociar acuerdos con la ciudad de Filadelfia. Sin embargo, a medida que avanzaba la primera temporada, Kelly se hizo a un lado como presidente del equipo a favor de John Bosacco, quien poseía una participación mayoritaria en la franquicia.
En febrero de 1985, Kelly resultó elegido presidente del Comité Olímpico de Estados Unidos. Su mandato duró muy poco: Kelly murió tres semanas después. Se le incluyó póstumamente en el Salón de la Fama Olímpico de los Estados Unidos como colaborador. Kelly y su padre son la única pareja de padre e hijo en el Salón de la Fama Olímpico.

## Vida empresarial y profesional
Kelly era un empresario respetado como propietario de "Kelly for Brickwork", una empresa fundada por su padre, John B. Kelly Sr. Participó activamente en la política y durante 12 años ejerció como Concejal de la Ciudad At-Large en Filadelfia (D). También perteneció a la Comisión de Fairmount Park.
Durante muchos años, interpretó el papel de George Washington en la recreación anual del día de Navidad del famoso cruce del río Delaware en 1776, recreando la travesía de Pensilvania a Nueva Jersey la tarde de Navidad.

## Vida personal
La primera esposa de Kelly fue Mary Gray Freeman (ahora conocida como Mary Spitzer), hija de Monroe Edward y Christine Gray, campeona nacional femenina de natación de 1951 y miembro del equipo de natación de los Estados Unidos para los Juegos Olímpicos de 1952 en Helsinki (apareció en la portada de Life el 23 de julio de 1951). Se casaron en 1954 y tuvieron seis hijos, entre ellos John B. Kelly III, Susan von Medicus y Elizabeth "Liz" Kelly. Después de que Kelly y su esposa se separaron en 1969, Jack comenzó a ser conocido por salir con muchas mujeres, incluida Rachel Harlow, una mujer transgénero. Desempeñó el cargo de concejal general de la ciudad de Filadelfia de 1967 a 1979. Kelly y Freeman se divorciaron finalmente en 1980.
Después de su divorcio, Kelly se casó el 28 de mayo de 1981 con Sandra Lee Worley, banquera, hija del suboficial Russell Edwin y de Laura Kristine Worley. Permanecieron casados hasta la muerte de Kelly en 1985.

## Muerte
En la mañana del 2 de marzo de 1985, Kelly sufrió un infarto fatal mientras corría hacia el Athletic Club en Filadelfia después de su habitual sesión de remo matutino en el río Schuylkill. Su cuerpo fue descubierto en la confluencia de las calles 18 y Callowhill poco después de las 9:30 de la mañana. Kelly fue llevado al Hospital de la Universidad de Hahnemann, donde se certificó su muerte.
El funeral privado de Jack Kelly Jr. se llevó a cabo en Filadelfia. Entre los asistentes se encontraban su cuñado Rainiero III, príncipe de Mónaco, sus sobrinas, la princesa Carolina y la princesa Estefanía, su sobrino el futuro príncipe Alberto, el entonces alcalde de Filadelfia Wilson Goode y los exalcaldes de Filadelfia William J. Green, III y Frank. Rizzo. John Kelly Jr. está enterrado en el cementerio del Santo Sepulcro en Cheltenham Township, Pensilvania.

## Logros y premios
- Diamond Scull, Henley Royal Regatta, 1947 y 1949
- Ganador del premio James E. Sullivan 1947
- Miembro del equipo olímpico de EE. UU. 1948, 1952, 1956 y 1960
- Medallista de bronce olímpico en scull individual, 1956
- 8 veces Campeón Nacional de Estados Unidos, scull individual
- Miembro del Salón de la Fama de remo de EE. UU., elegido en 1956
- Gerente del barco de ocho hombres de la medalla de oro olímpica de 1964
- Presidente del Comité Olímpico de Estados Unidos.
- Salón de la Fama Olímpica de los Estados Unidos, como colaborador
- Orden Olímpica en plata
- Concejal de la ciudad (Partido Demócrata-Filadelfia)

## Legado
- Kelly Drive, en Filadelfia, anteriormente East River Drive, pasó a llamarse así en su honor después de su muerte. Boathouse Row se encuentra aquí.